# Crucișor
Crucișor – wieś w Rumunii, w okręgu Satu Mare, w gminie Crucișor. W 2011 roku liczyła 573 mieszkańców. 